# Kościół św. Bartłomieja w Samocicach
Kościół pw. św. Bartłomieja w Samocicach – kościół parafialny w dekanacie szczucińskim diecezji tarnowskiej, w gminie Bolesław województwa małopolskiego.

## Historia
Kościół został ufundowany już w roku 1936 przez ks. kan. Bartłomieja Harbuta według projektu architektów Włodzimierza i Mieczysława Gruszczyńskich oraz architekta Jana Stobieckiego, a w roku następnym biskup tarnowski Franciszek Lisowski erygował parafię w Samocicach. Kościół w stanie surowym wzniesiono w latach 1937-38, jednakże z powodu okupacji hitlerowskiej budowa została definitywnie zakończona dopiero po wojnie i w rezultacie tego biskup tarnowski Jan Stepa dokonał konsekracji kościoła dopiero w roku 1953. Fundator kościoła ks. kan. Bartłomiej Harbut i zarazem pierwszy dożywotni proboszcz parafii w Samocicach został pochowany w bezpośrednim sąsiedztwie kościoła w kapliczce na cmentarzu parafialnym w roku 1959.

## Architektura kościoła
Kościół jednonawowy z transeptem w stylu modernistycznym został zbudowany z cegły. Posiada on krótkie, zamknięte półkoliście prezbiterium węższe nieco od nawy, do którego przylegają dwie przybudówki zakrystyjne. W fasadzie frontowej i ramionach transeptu umieszczono duże koliste okna z witrażami. Transept oraz fasadę zwieńczono trójkątnymi szczytami. Nad oknem fasady w trójkątnym szczycie umieszczona została rzeźba Chrystusa Ukrzyżowanego, po bokach której umieszczono dwa wąskie, prostokątne okna zwieńczone półkoliście. W dole, na całej szerokości fasady, znajdują się cztery arkady wejściowe. Kościół nakryty jest dachem dwuspadowym. Na skrzyżowaniu nawy z transeptem umieszczono wieżyczkę na sygnaturkę, zaś przybudówki zakrystyjne pokryto dachem pulpitowym. Wnętrze nakrywają sklepienia pozorne.

## Wnętrze kościoła

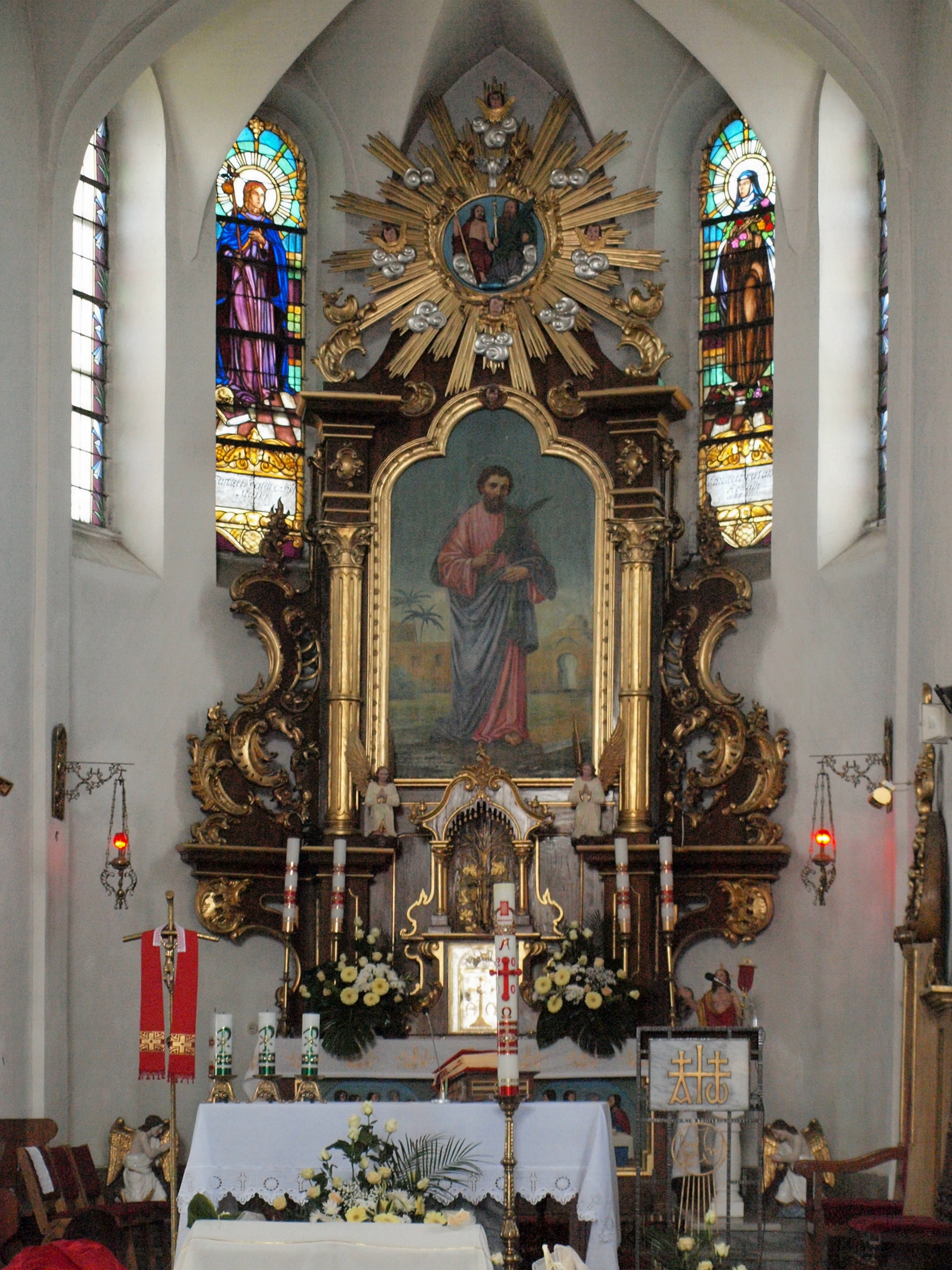
ołtarz główny

Ołtarz główny wykonany w stylu neobarokowym w 1939 r., w centrum obraz św. Bartłomieja Apostoła namalowany w 1938 roku przez ks. Antoniego Dunajeckiego oraz rzeźba: Grupa Ukrzyżowania, również z tegoż okresu. Dwa ołtarze boczne również w tym samym stylu. Przy bocznych ołtarzach figury św. Antoniego i św. Józefa. W lewym bocznym ołtarzu figura MB Różańcowej oraz obraz MB Nieustającej Pomocy. W prawym kopia obrazu Miłosierdzia Bożego z sanktuarium w Krakowie Łagiewnikach oraz duża figura Chrystusa. Po lewej stronie nawy ambona dostosowana stylowo do całości wyposażenia wnętrza. Wysoko w prezbiterium umieszczono cztery okna z witrażami zwieńczone półkoliście, zaś w nawie osiem okien, po cztery z każdej strony, z białym ornamentowym szkłem otoczonym wąskimi witrażami. Konfesjonały i chrzcielnicę wykonano razem z amboną w roku 1939.

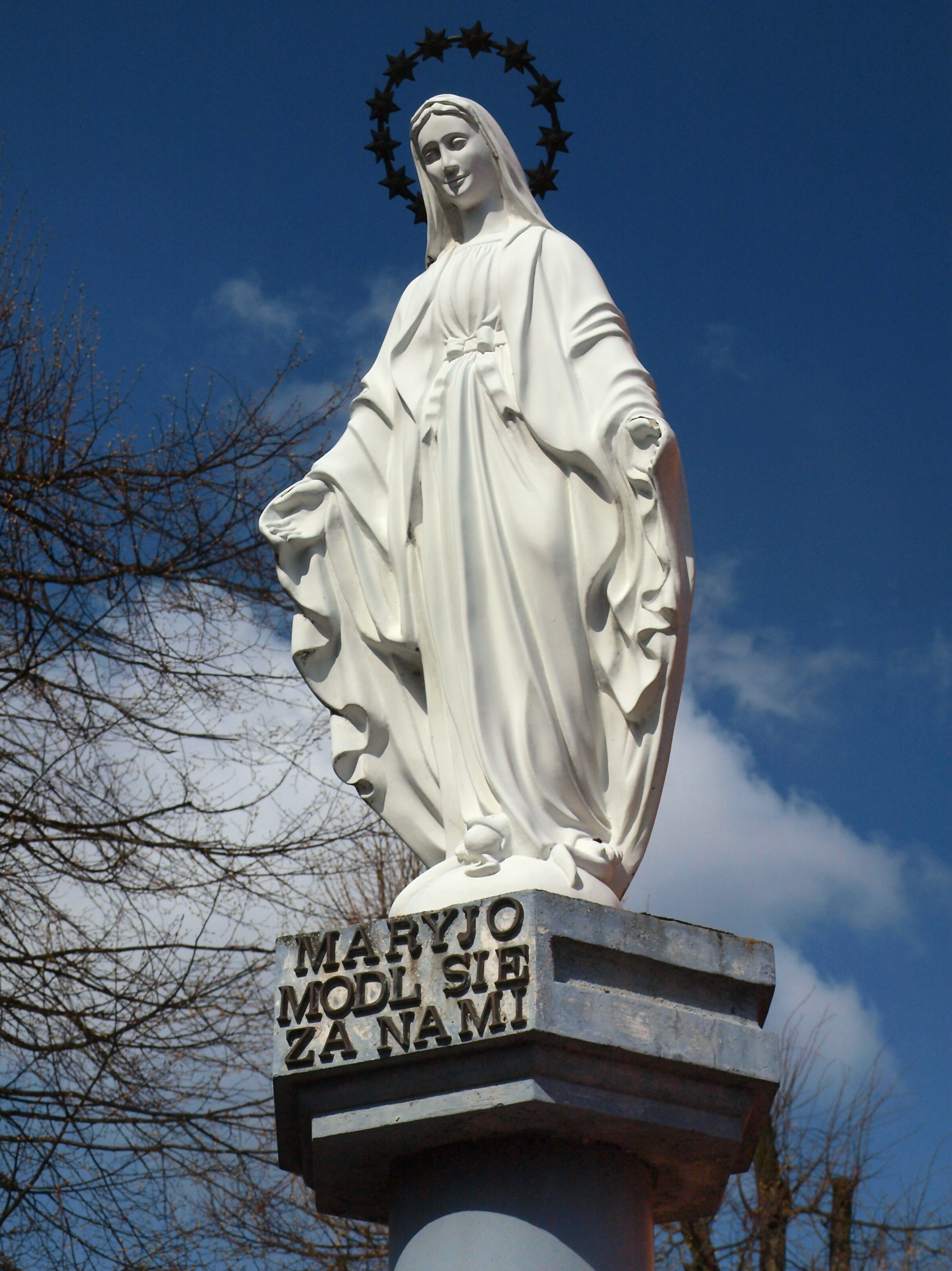
MB Niepokalanie Poczęta

## Otoczenie kościoła
Kościół jest otoczony niewysokim ogrodzeniem z dwuskrzydłową brama i furtką wykonanym z kutych, żelaznych, ozdobnych segmentów, które umocowano pomiędzy kamiennymi, prostopadłościennymi, o kwadratowej podstawie słupkami na niskim murku. Żelbetowa dzwonnica o konstrukcji arkadowej z roku 1966 usytuowana jest na dziedzińcu, po prawej stronie przed wejściem do kościoła. Na niej zawieszono dzwony wykonane już w okresie powojennym, jeden w roku 1946 i dwa pozostałe w 1966. Również po prawej stronie, lecz bliżej wejścia, ustawiono wysoki drewniany krzyż misyjny. Po lewej stronie dziedzińca na wysokim cokole figura MB Niepokalanie Poczętej.